# Geboorte van Benito Juárez
De geboorte van Benito Juárez (Spaans: Natalicio de Benito Juárez) is een officiële feestdag in Mexico. Op deze dag werd de geboorte van Benito Juárez in 1806 gevierd.
De geboortedag van Benito Juárez werd tot feestdag uitgeroepen door president Porfirio Díaz. Oorspronkelijk werd de dag gevierd op 21 maart, de dag waarop Juárez werd geboren, maar sinds 2006 wordt de dag gevierd op de derde maandag van maart. Daar de dag een officiële feestdag is zijn overheidsinstellingen gesloten, alsmede de meeste bedrijven. De geboorte van Juárez wordt het meest uitgebreid gevierd in de staat Oaxaca waaruit Juárez afkomstig was, en meer in het bijzonder zijn geboorteplaats San Pablo Guelatao. In 2006 vonden er vanwege het tweede eeuwfeest (bicentenario) van Juárez geboorte gedurende het hele jaar feestelijkheden plaats.